# Kerem Aktürkoğlu
Kerem Aktürkoğlu (İzmit, 21 de octubre de 1998) es un futbolista turco que juega en la demarcación de extremo para el S. L. Benfica de la Primeira Liga.

## Selección nacional
Tras jugar en la selección sub-18 de Turquía y  la sub-19 finalmente hizo su debut con la selección absoluta el 27 de mayo de 2021 en un partido amistoso contra Azerbaiyán que finalizó con un resultado de 2-1 a favor del combinado turco tras el gol de Emin Mahmudov para Azerbaiyán, y de Halil Dervişoğlu y Kaan Ayhan para Turquía.

### Participaciones en Eurocopas
| Copa          | Sede     | Resultado        | Partidos | Goles |
| ------------- | -------- | ---------------- | -------- | ----- |
| Eurocopa 2024 | Alemania | Cuartos de final | 5        | 1     |

## Estadísticas

### Clubes
Actualizado al último partido disputado el 16 de marzo de 2025.
| Club                           | Div.          | Temporada     | Liga  | Liga  | Copas nacionales | Copas nacionales | Copas internacionales | Copas internacionales | Total | Total |
| Club                           | Div.          | Temporada     | Part. | Goles | Part.            | Goles            | Part.                 | Goles                 | Part. | Goles |
| ------------------------------ | ------------- | ------------- | ----- | ----- | ---------------- | ---------------- | --------------------- | --------------------- | ----- | ----- |
| BB Bodrumspor Turquía          | 3.ª           | 2016-17       | 27    | 4     | 1                | 0                | —                     | —                     | 28    | 4     |
| BB Bodrumspor Turquía          | Total club    | Total club    | 27    | 4     | 1                | 0                | 0                     | 0                     | 28    | 4     |
| Karacabey Belediyespor Turquía | 3.ª           | 2018-19       | 34    | 3     | 1                | 0                | —                     | —                     | 35    | 3     |
| Karacabey Belediyespor Turquía | Total club    | Total club    | 34    | 3     | 1                | 0                | 0                     | 0                     | 35    | 3     |
| 24 Erzincanspor Turquía        | 3.ª           | 2019-20       | 30    | 20    | 4                | 0                | —                     | —                     | 34    | 20    |
| 24 Erzincanspor Turquía        | Total club    | Total club    | 30    | 20    | 4                | 0                | 0                     | 0                     | 34    | 20    |
| Galatasaray S. K. Turquía      | 1.ª           | 2020-21       | 27    | 6     | 2                | 0                | —                     | —                     | 29    | 6     |
| Galatasaray S. K. Turquía      | 1.ª           | 2021-22       | 37    | 10    | 1                | 0                | 14                    | 3                     | 52    | 13    |
| Galatasaray S. K. Turquía      | 1.ª           | 2022-23       | 34    | 9     | 4                | 1                | —                     | —                     | 38    | 10    |
| Galatasaray S. K. Turquía      | 1.ª           | 2023-24       | 37    | 12    | 3                | 0                | 14                    | 3                     | 54    | 15    |
| Galatasaray S. K. Turquía      | 1.ª           | 2024-25       | 3     | 2     | 1                | 0                | 2                     | 0                     | 6     | 2     |
| Galatasaray S. K. Turquía      | Total club    | Total club    | 138   | 39    | 11               | 1                | 30                    | 6                     | 179   | 46    |
| S. L. Benfica Portugal         | 1.ª           | 2024-25       | 21    | 7     | 6                | 1                | 12                    | 4                     | 39    | 12    |
| S. L. Benfica Portugal         | Total club    | Total club    | 21    | 7     | 6                | 1                | 12                    | 4                     | 39    | 12    |
| Total carrera                  | Total carrera | Total carrera | 250   | 73    | 23               | 2                | 42                    | 10                    | 315   | 85    |

## Palmarés

### Campeonatos nacionales
| Título                      | Club              | País     | Año  |
| --------------------------- | ----------------- | -------- | ---- |
| Superliga de Turquía        | Galatasaray S. K. | Turquía  | 2023 |
| Supercopa de Turquía        | Galatasaray S. K. | Turquía  | 2023 |
| Superliga de Turquía        | Galatasaray S. K. | Turquía  | 2024 |
| Copa de la Liga de Portugal | S. L. Benfica     | Portugal | 2025 |
| Supercopa de Portugal       | S. L. Benfica     | Portugal | 2025 |